# Campylopterus rufus
Campylopterus rufus е вид птица от семейство Колиброви (Trochilidae).

## Разпространение
Видът е разпространен в Гватемала, Мексико и Салвадор.